# I Am Not a Human Being II
Albums de Lil Wayne
Tha Carter IV
(2011) Free Weezy Album
(2015)
Singles
1. My Homies Still
Sortie : 5 juin 2012
2. No Worries
Sortie : 3 septembre 2012
3. Love Me
Sortie : 18 janvier 2013

I Am Not a Human Being II est le dixième album studio de Lil Wayne, sorti le 26 mars 2013.
L'album s'est classé 1er au Top Rap Albums et au Top Digital Albums et 2e au Billboard 200 et au Top R&B/Hip-Hop Albums et a été certifié disque d'or par la Recording Industry Association of America (RIAA) le 12 août 2013.

## Liste des titres
| No  | Titre                                                                     | Auteur                                                                               | Contient un (des) sample(s) de                       | Durée |
| --- | ------------------------------------------------------------------------- | ------------------------------------------------------------------------------------ | ---------------------------------------------------- | ----- |
| 1.  | IANAHB (Produit par ELEW)                                                 | Dwayne Carter, Eric Lewis, Jermaine Preyan, Bryan Williams                           |                                                      | 5:38  |
| 2.  | Curtains (featuring Boo – Produit par Detail et Rasool Diaz)              | Carter, Noel Fisher, Sabrian Sledge, Rasool Diaz, Preyan, Williams                   |                                                      | 4:31  |
| 3.  | Days and Days (featuring 2 Chainz – Produit par Cool & Dre)               | Carter, Tauheed Epps, Andre Lyon, Marcello Valenzano, Barbara Ozen, Preyan, Williams | I'm a Good Woman de Cold Blood                       | 3:13  |
| 4.  | Gunwalk (featuring Gudda Gudda – Produit par Juicy J et Crazy Mike)       | Carter, Carl Lilly, Jordan Houston, Michael Foster, Preyan, Williams                 | Mafia Niggaz de Three 6 Mafia                        | 4:13  |
| 5.  | No Worries (featuring Detail – Produit par Detail et Rasool Diaz)         | Carter, Fisher, Diaz, Preyan, Williams                                               |                                                      | 3:14  |
| 6.  | Back to You (Produit par Marascuillo et Stalnecker)                       | Carter, Fabio Marascuillo, Christian Stalnecker, Jamie Lidell                        | Compass de Jamie Lidell                              | 5:29  |
| 7.  | Trigger Finger (featuring Soulja Boy – Produit par Juicy J et Crazy Mike) | Carter, DeAndre Way, Houston, Foster, Preyan, Williams                               | Leonardo's Inventions Pt. 1 de Jesper Kyd            | 4:32  |
| 8.  | Beat the Shit (featuring Gunplay – Produit par DVLP et Filthy)            | Carter, Bigram Zayas, Matthew DelGiorno, Richard Morales                             |                                                      | 4:28  |
| 9.  | Rich as Fuck (featuring 2 Chainz – Produit par T-Minus et Nikhil S.)      | Carter, Epps, Tyler Williams, Nikhil Seetharam                                       |                                                      | 3:43  |
| 10. | Trippy (featuring Juicy J – Produit par Juicy J et Crazy Mike)            | Carter, Houston, Foster, Preyan, Williams                                            | Heartbeat de Taana Gardner                           | 4:23  |
| 11. | Love Me (featuring Drake et Future – Produit par Mike Will Made It et A+) | Carter, Nayvadius Wilburn Cash, Aubrey Drake Graham, Michael Williams, Asheton Hogan | Are You That Somebody? d'Aaliyah featuring Timbaland | 4:13  |
| 12. | Romance (Produit par Detail)                                              | Carter, Fisher, Preyan, Willams                                                      |                                                      | 4:20  |
| 13. | God Bless Amerika (Produit par Cool & Dre)                                | Carter, Lyon, Valenzano, Preyan, Williams                                            | Back to Life de Soul II Soul                         | 4:17  |
| 14. | Wowzers (featuring Trina – Produit par Soulja Boy)                        | Carter, DeAndre Way, Katrina Taylor                                                  |                                                      | 3:45  |
| 15. | Hello (featuring Shane Heyl – Produit par Mike Banger)                    | Carter, Michael Cadahia, Shane Heyl                                                  |                                                      | 4:02  |

| Titres bonus Édition Deluxe iTunes Store | Titres bonus Édition Deluxe iTunes Store                                                       | Titres bonus Édition Deluxe iTunes Store                                                       | Titres bonus Édition Deluxe iTunes Store                                                                      | Titres bonus Édition Deluxe iTunes Store | Titres bonus Édition Deluxe iTunes Store | Titres bonus Édition Deluxe iTunes Store | Titres bonus Édition Deluxe iTunes Store | Titres bonus Édition Deluxe iTunes Store | Titres bonus Édition Deluxe iTunes Store |
| No                                       | Titre                                                                                          | Auteur                                                                                         | Contient un (des) sample(s) de                                                                                | Durée                                    |                                          |                                          |                                          |                                          |                                          |
| ---------------------------------------- | ---------------------------------------------------------------------------------------------- | ---------------------------------------------------------------------------------------------- | --- | ---------------------------------------- | ---------------------------------------- | ---------------------------------------- | ---------------------------------------- | ---------------------------------------- | ---------------------------------------- |
| 16.                                      | Lay It Down (featuring Nicki Minaj et Cory Gunz – Produit par Hudson Mohawke, Lunice et Diplo) | Carter, Onika Maraj, Peter Pankey, Jr., Ross Birchard, Lunice Fermin Pierre II                 | Easy Easy de TNGHT Lay It Down de Dee Jay Nehpets Lay It Down de 8Ball & MJG featuring Crime Boss et Thorough | 4:05                                     |                                          |                                          |                                          |                                          |                                          |
| 17.                                      | Hot Revolver (featuring Dre – Produit par Cool & Dre)                                          | Carter, Lyon, Valenzano, Billie Joe Armstrong, Frank Edwin Wright III, Michael Ryan Pritchard  | | 3:20                                     |                                          |                                          |                                          |                                          |                                          |
| 18.                                      | My Homies Still (featuring Big Sean – Produit par StreetRunner et Sarom)                       | Carter, Sean Anderson, Nicholas Warwar, Raymond Diaz, M. Aiello, A. Brown, J. Kelsie, G. Pache | | 3:50                                     |                                          |                                          |                                          |                                          |                                          |
| 77:11                                    |                                                                                                |                                                                                                | |                                          |                                          |                                          |                                          |                                          |                                          |

| Titre bonus Édition Deluxe Target | Titre bonus Édition Deluxe Target      | Titre bonus Édition Deluxe Target | Titre bonus Édition Deluxe Target | Titre bonus Édition Deluxe Target | Titre bonus Édition Deluxe Target | Titre bonus Édition Deluxe Target | Titre bonus Édition Deluxe Target | Titre bonus Édition Deluxe Target | Titre bonus Édition Deluxe Target |
| No                                | Titre                                  | Auteur                            | Durée                             |                                   |                                   |                                   |                                   |                                   |                                   |
| --------------------------------- | -------------------------------------- | --------------------------------- | --------------------------------- | --------------------------------- | --------------------------------- | --------------------------------- | --------------------------------- | --------------------------------- | --------------------------------- |
| 19.                               | Shit Stains (Produit par David Banner) | Carter, Lavell Crump              | 4:17                              |                                   |                                   |                                   |                                   |                                   |                                   |
| 81:29                             |                                        |                                   |                                   |                                   |                                   |                                   |                                   |                                   |                                   |